# Chaos on Deponia
Chaos on Deponia est un jeu vidéo d'aventure de type point & click développé par le studio allemand Daedalic Entertainment et sorti en 2012 en Allemagne. Il s'agit du second volet d'une quadrilogie faisant suite à Deponia et précédant Goodbye Deponia et Deponia Doomsday.

## Histoire
L'histoire reprend juste après la fin de Deponia.
Rufus laissé sur Deponia, veut stopper la navette transportant Cletus et Goal. Il y parvient mais la memoire de Goal subit des dommages dans la manœuvre. Pour pouvoir la restaurer Doc est forcé de la transférer dans 3 cartouches plus petites, chacune contenant une partie de la personnalité de Goal (Lady Goal, Baby Goal et Spunky Goal). Rufus se reconciliera alors avec chacune de ses 3 personnalités pour pouvoir refusionner Goal.

## Système de jeu
Le jeu est en point & click, comme le reste de la saga, avec des mini jeux de temps en temps.
Il est divisé en deux : une partie principale en monde ouvert dans Porta Fisco, où l'objectif est de sauver les trois personnalités de Goal, puis une seconde partie divisée en petites zones à visiter avec le bateau.

## Accueil
- Adventure Gamers : 3,5/5[1]
- Gamekult : 8/10[2]
- Jeuxvideo.com : 15/20[3]